# François-Régis Clet
François-Régis Clet (Grenoble, 19 d'agost de 1748 - Wuhan, Xina, 1820) fou un religiós paül francès, missioner a la Xina. És venerat com a sant per l'Església catòlica.
François-Régis Clet nasqué a Grenoble en 1748, desè de quinze germans, fills de Claudine i César Clet. Estudià amb els jesuïtes de Grenoble i el 6 de març de 1769, atret per la vida religiosa, ingressà al seminari de la Congregació de la Missió de Lió, on fou ordenat sacerdot el 17 de març de 1773. Fou professor de teologia al seminari d'Annecy durant quinze anys, prenent fama com a mestre virtuós i valuós, i per la seva saviesa era conegut amb el renom de "la biblioteca vivent". Fou triat per dir el sermó fúnebre de l'arquebisbe de Ginebra, M. Bord.
En 1788 fou enviat pels seus col·legues a l'assemblea general de l'orde, com a representant de la província lionesa. L'assemblea nomenà un nou superior, qui cridà Clet al càrrec de director del seminari de la casa mare de l'orde, a París. L'any següent, en esclatar la Revolució francesa, l'orde, com totes les altres, fou expulsat de França: el 13 de juliol fou presa per la multitud la casa mare de Saint-Lazare. Clet demanà d'anar a evangelitzar a terres de missió i emprengué viatge cap a la Xina.
Embarcà el 2 d'abril de 1791 a Lorient i arribà sis mesos després a Macau, començant a predicar a la província xinesa de Jiangxi. No sabia, però, el xinès, i no podia dedicar prou temps a estudiar-lo; no obstant això, preferí continuar-hi. L'any següent, deixà Jiangxi i dirigí les missions de Henan i Jiangnan, on treballava amb dos paüls francesos, que moriren aviat. Novament sol, recomençà la seva tasca. Vivia austerament, de l'almoina i amb grans penitències.
Exercí l'apostolat durant 27 anys, malgrat les persecucions de les autoritats. Finalment, en 1818, el seu deixeble xinès Txen fou arrestat el gener de 1819 i es decretà la crida i cerca de Clet. El missioner fugí a Henan, però denunciat per un cristià, fou detingut el 16 de juny a Jinjiagang. Portat a la capital de la província fou jutjat i torturat. Fou enviat a Huguang, on havia predicat, perquè hi fos jutjat. Empresonat amb altres cristians a Wuchang (actual Wuhan, Hubei), fou condemnat a mort. El 18 de febrer fou executat, escanyat amb una corda i penjat a una creu.
Fou beatificat el 27 de maig de 1900 per Lleó XIII, i canonitzat amb 119 màrtirs de la Xina l'1 d'octubre de 2000, per Joan Pau II. El seu cos reposa des de 1878 a París, a la casa mare de la Congregació de la Missió.